# Журавлёва, Татьяна Владимировна
Татья́на Влади́мировна Журавлёва (род. 19 декабря 1967) — советская и российская легкоатлетка, специалистка по многоборьям. Выступала за сборные СССР и России по лёгкой атлетике в 1990-х годах, победительница Кубка Европы в личном и командном зачётах, чемпионка и призёрка первенств национального значения, участница чемпионатов мира 1991 года в Токио и 1993 года в Штутгарте. Представляла Ставропольский край. Мастер спорта международного класса. Ныне — тренер по лёгкой атлетике.

## Биография
Татьяна Журавлёва родилась 19 декабря 1967 года. Занималась лёгкой атлетикой в Ставропольском крае.
Впервые заявила о себе в семиборье на взрослом всесоюзном уровне в сезоне 1990 года, выиграв серебряную медаль на чемпионате СССР в Брянске — уступила здесь только Светлане Бураге из Минска.
В 1991 году в пятиборье взяла бронзу на зимнем чемпионате СССР в Липецке. Попав в состав советской национальной сборной, выступила на Кубке Европы по легкоатлетическим многоборьям в Хелмонде, где стала пятой в личном зачёте и вместе со своими соотечественницами выиграла серебро командного зачёта. Благодаря череде удачных выступлений удостоилась права защищать честь страны на чемпионате мира в Токио — в семиборье с личным рекордом 6370 заняла итоговое восьмое место.
После распада Советского Союза выступала за российскую национальную сборную. Так, в 1993 году на чемпионате России в Москве в семиборье была третьей позади Татьяны Блохиной и Ларисы Никитиной. Позже одержала победу в личном и командном зачётах на Кубке Европы в Оулу. Стартовала на чемпионате мира в Штутгарте, где в программе семиборья с результатом в 6215 очков закрыла десятку сильнейших.
На Кубке Европы 1994 года в Оулу с российской сборной вновь заняла первое место в командном зачёте.
В 1995 году на Кубке Европы в Хелмонде стала десятой и третьей в личном и командном зачётах соответственно.
Впоследствии оставалась действующей спортсменкой вплоть до 1998 года, продолжая принимать участие в различных всероссийских соревнованиях.
По завершении спортивной карьеры работала тренером в ставропольской Краевой детско-юношеской спортивной школе.